# Phytoecia nepheloides
Phytoecia nepheloides är en skalbaggsart som beskrevs av Gianfranco Sama 1997. Phytoecia nepheloides ingår i släktet Phytoecia och familjen långhorningar. Inga underarter finns listade i Catalogue of Life.